# Adam Tambellini

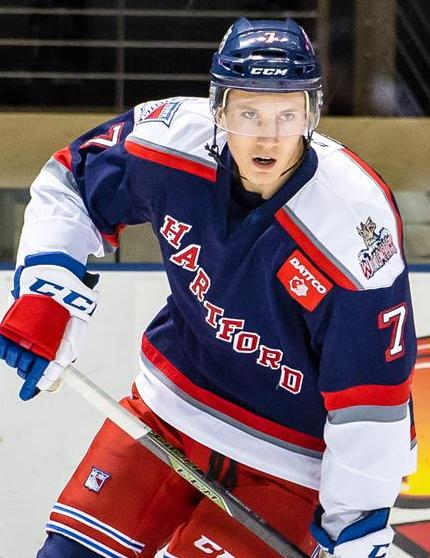
Adam Tambellini

Adam Tambellini, född 1 november 1994 i Edmonton, Alberta, är en kanadensisk professionell ishockeyspelare (forward) som spelar för Rögle BK. Han är yngre bror till Jeff Tambellini.